# Distrikt Puyusca
Der Distrikt Puyusca liegt in der Provinz Parinacochas in der Region Ayacucho in Südzentral-Peru. Der Distrikt wurde am 5. März 1954 gegründet. Er besitzt eine Fläche von 643 km². Beim Zensus 2017 wurden 2176 Einwohner gezählt. Im Jahr 1993 lag die Einwohnerzahl bei 2528, im Jahr 2007 bei 2360. Sitz der Distriktverwaltung ist die 3290 m hoch gelegene Ortschaft Incuyo mit 858 Einwohnern (Stand 2017). Incuyo liegt 35 km südöstlich der Provinzhauptstadt Coracora.

## Geographische Lage
Der Distrikt Puyusca liegt in der Cordillera Volcánica im äußersten Südosten der Provinz Parinacochas. Der Distrikt erstreckt sich vom 3272 m hoch gelegenen See Laguna Parinacochas im Westen bis zum 5505 m hohen Vulkan Sarasara im Südosten. Entlang der nordöstlichen Distriktgrenze fließt der Río Pararca (auch Río Vado) nach Süden, bevor er nördlich des Sarasara nach Osten abbiegt.
Der Distrikt Puyusca grenzt im Westen an den Distrikt Pullo, im Norden an den Distrikt Chumpi, im Osten an die Distrikte Lampa, Sara Sara und Pausa (alle drei in der Provinz Páucar del Sara Sara) sowie im Süden an die Distrikte Cahuacho und Quicacha (beide in der Provinz Caravelí).

## Ortschaften
Neben dem Hauptort gibt es folgende größere Ortschaften im Distrikt:
- Colloni

' Lacaya (275 Einwohner)
- Yuracchuasi